# Поклонный крест (Кяргеля)
Покло́нный крест в деревне Кяргеля — малая архитектурная форма культового назначения, деревянный резной восьмиконечный крест-распятие 1796 года культуры пряжинских карел, помещённый в небольшую часовню-футляр. Памятник архитектуры регионального значения.

## Описание
Находится на берегу озера Сямозера, перед береговой линией домов со стороны деревни Сямозеро. Заключён в небольшую часовню-футляр с каркасным ограждением.
Восьмиконечный деревянный крест выполнен из бруса прямоугольного сечения 22 × 11 см. Лицевая поверхность креста покрыта росписью и рельефной резьбой. Считается, что крест вырезал и расписал местный житель.
Основную художественную композицию креста занимает изображение распятого Христа, расположенное в центре, на средней перекладине, ширина которой 137 см. Вокруг головы Христа — нимб, на бёдрах — повязка.
Над руками Христа вырезан текст:

распѧтіе господа бога і спаси на — — — шего ісуса христа сына божиѧ
Символика традиционна для православных крестов. Под правой рукой текст: «копіе», под левой — «трость». По краям перекладины вырезаны крупные медальоны с буквами: «ІСЪ» и «ХСЪ». Над нимбом — «ІНЦІ». На верхней перекладине (её ширина — 76,5 см) изображён Саваоф на стилизованном облаке, что является некоторым отступлением от принятых ранее канонов, но соответствует иконописным тенденциям XVIII века, когда Бог-отец, «бог, которого никто не видел», стал появляться на иконах одновременно с Христом. Над Саваофом вырезана надпись «ѾОН». Справа и слева изображения текст: «господь саваоѳъ». В медальонах верхней перекладины — буквы «ЦРЬ» и «СЛВЫ». На нижней наклонной перекладине возле ног Христа вырезано: «МЛРБ», а в медальонах: «НИ» и «КА». Под нижней перекладиной между букв Г и А вырезан череп Адама, ниже — две буквы Г и надпись: «построена 1796 года».
По резьбе креста выполнена роспись. Фон креста белый, окантован тёмно-бордовой линией. Круги медальонов, а также изображения Христа и Саваофа покрыты охрой телесного цвета. Волосы фигур окрашены в коричневый цвет. Облако Саваофа — в синий.
Общая высота креста — 237 см. Крест установлен на прямоугольном основании размером 46 × 26 см и высотой 26 см.
Реликварий креста представляет собой часовню-футляр с каркасно-обшивными стенами, практически квадратную в плане (1,94 × 2,09 м). Крыша часовни устроена в виде двускатной самцово-слеговой кровли, покрытой волнистой асбофанерой. Обшивка стен выполнена простым тёсом, углы оформлены лопатками. В западном фасаде часовни устроен вход. Фронтоны декорированы резными причелинами. Узор резьбы представляет собой два ряда сквозных круглых отверстий. Нижние края причелин по контуру порезаны в виде чередующихся полукругов и треугольников. Стык причелин прикрыт восьмиконечным крестом. Внутри часовня оклеена обоями. Пол сделан из толстых досок.

## История
Надпись, вырезанная в нижней части креста, позволяет датировать его 1769 годом, что также подтверждается характером живописи и анализом резьбы. Предполагается, что первоначальный реликварий представлял собой навес, аналогичный постройкам в Чуйнаволоке и Каменьнаволоке: двускатная крыша на четырёх столбах, установленная на срубе. В конце XIX века навес был перестроен в футляр. Стены были обшиты тёсом. Сам крест был перемещён из центра площадки, где в полу сохранилось отверстие соответствующего сечения, к середине восточной стены. В западной стене была устроена дверь.
В 1971 году поставлен на охрану как памятник архитектуры местного значения.
В 1972 году проводились ремонтно-восстановительные работы футляра-реликвария, которые существенно исказили его наружный облик.